# 日本睡鼠
日本睡鼠（学名：Glirulus japonicus）是啮齿目睡鼠科的一个种，是日本睡鼠属（Glirulus）唯一的一种，是日本的特有种。